# پارک فونیکس
پارک فونیکس (ایرلندی: Páirc an Fhionnuisce) یک پارک شهری بزرگ در دوبلین، ایرلند است که در ۲ تا ۴ کیلومتری غرب مرکز شهر و شمال رودخانه لیفی قرار دارد. دور آن را دیواری به طول ۱۱ کیلومتر در بر می‌گیرد و فضای تفریحی آن ۷۰۷ هکتار (۱٬۷۵۰ جریب فرنگی) می‌باشد. این منطقه شامل مناطق وسیعی از چمنزارها و خیابان‌های پر درخت است و از قرن هفدهم محل زندگی گله‌ای از آهوهای وحشی بوده‌است. دولت ایرلند در حال لابی کردن یونسکو برای ثبت این پارک به عنوان میراث جهانی است.

## تاریخچه

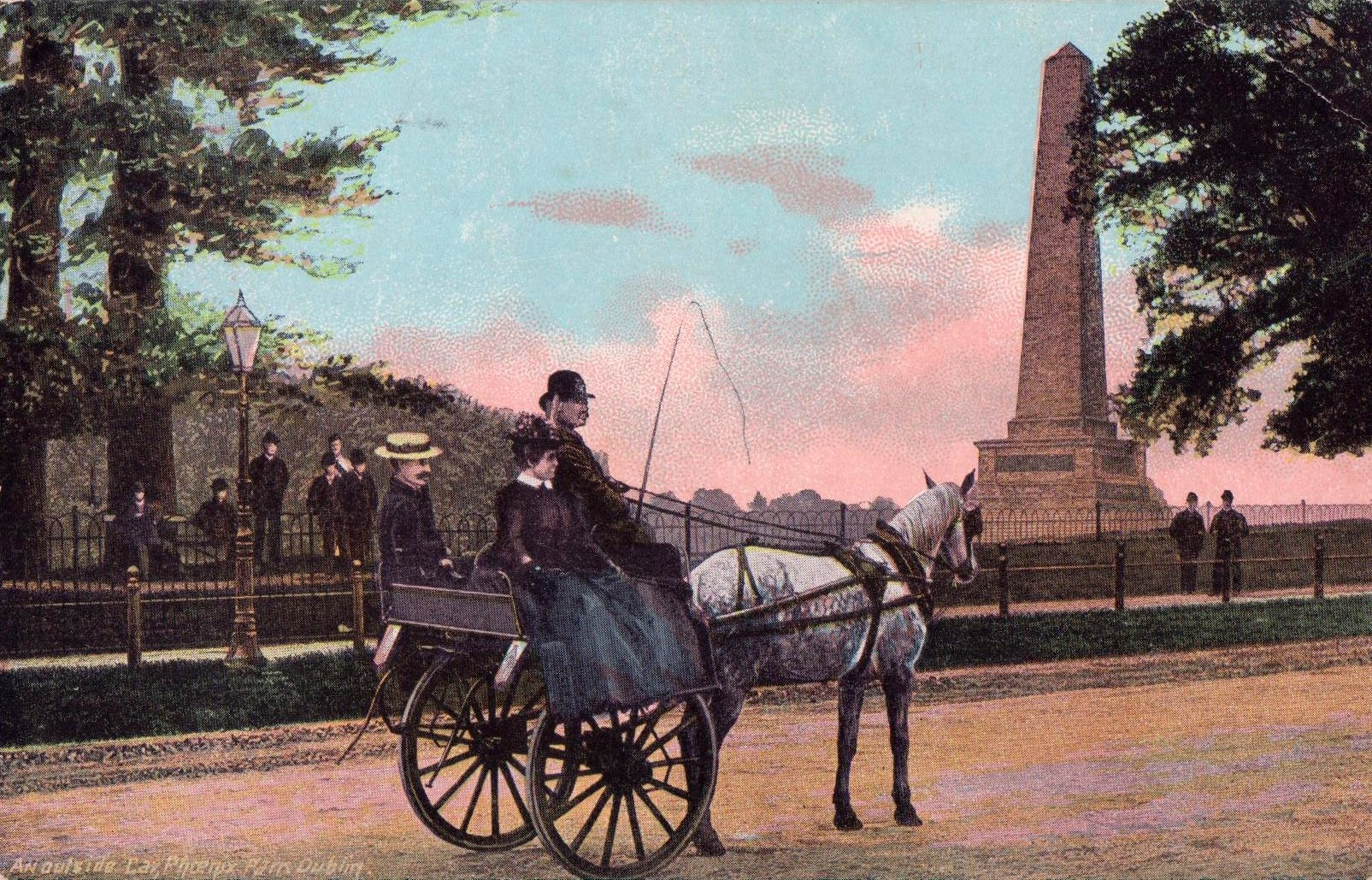
پارک فونیکس ماشین بیرونی (ماشین غوغایی). کارت پستال، c. 1905

نام این پارک از واژه fhionnuisce ایرلندی به معنای آب شفاف یا ساکن گرفته شده‌است. 
پس از تسخیر نورمن‌ها دوبلین و سرزمین‌های داخلی آن در قرن دوازدهم، هیو تایرل، اولین بارون کستلکناک، زمین وسیعی از جمله پارک فونیکس را به شوالیه‌های مهمان‌نواز اعطا کرد. آنها یک صومعه را در کیلمینهام در مکانی که اکنون توسط بیمارستان سلطنتی کیلمینهام اشغال شده‌است، تأسیس کردند. شوالیه‌ها زمین‌های خود را در سال ۱۵۳۷ به دنبال انحلال صومعه‌ها در زمان هنری هشتم انگلستان از دست دادند. هشتاد سال بعد این اراضی به مالکیت نمایندگان پادشاه در ایرلند بازگشت.
در جریان بازسازی پارک، دوک اورموند نایب السلطنه چارلز دوم انگلستان، در دوبلین، یک پارک شکار سلطنتی را در ۲٬۰۰۰ جریب فرنگی (۸۱۰ هکتار) در سال ۱۶۶۲ ساخت این پارک حاوی قرقاول و گوزن وحشی بود و لازم بود کل منطقه را با دیوار محصور کنند. هزینه ساخت پارک تا سال ۱۶۶۹ به ۳۱۰۰۰ پوند رسیده بود.

## نگارخانه

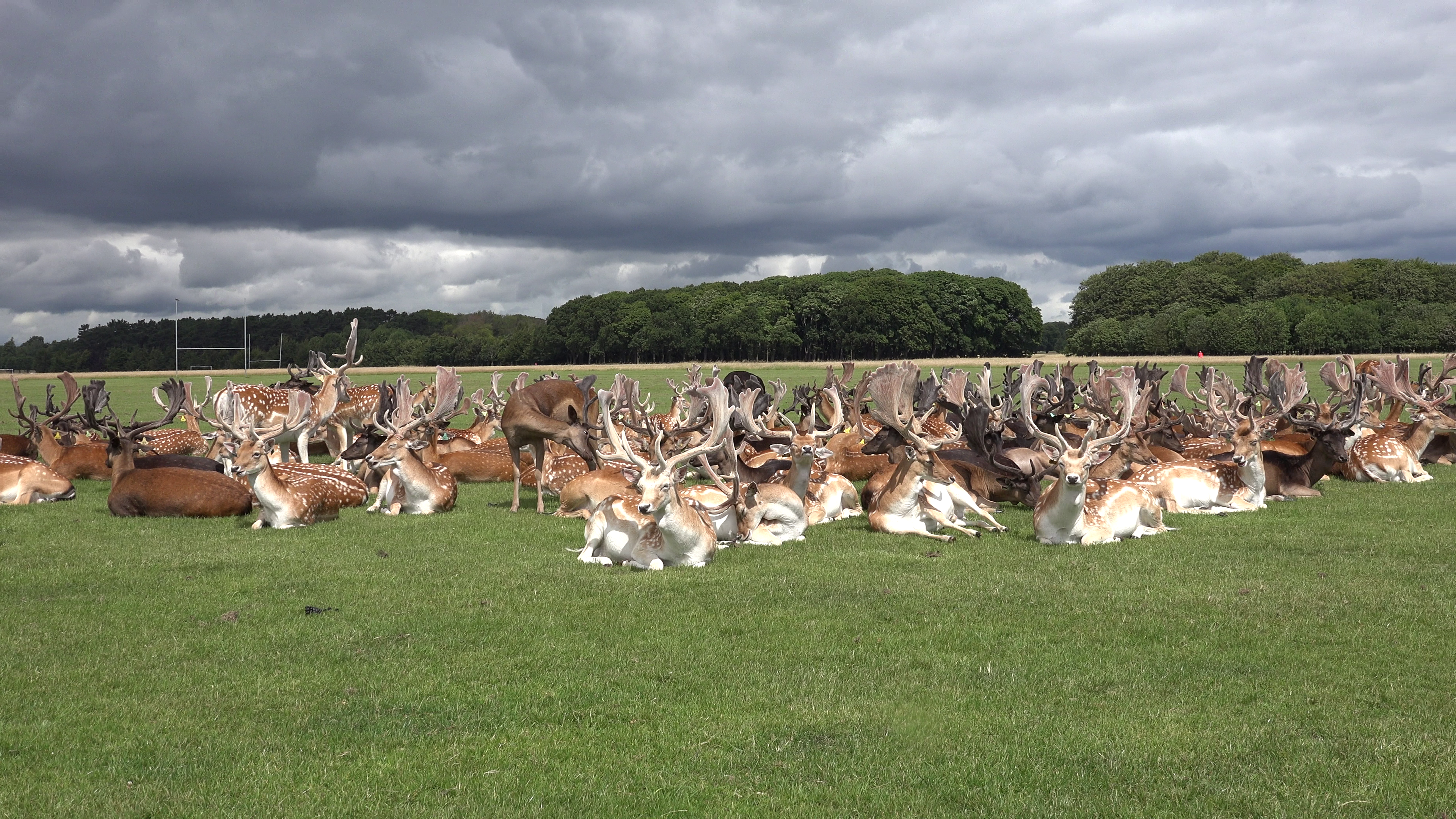
آهوها در حال استراحت در پارک فونیکس
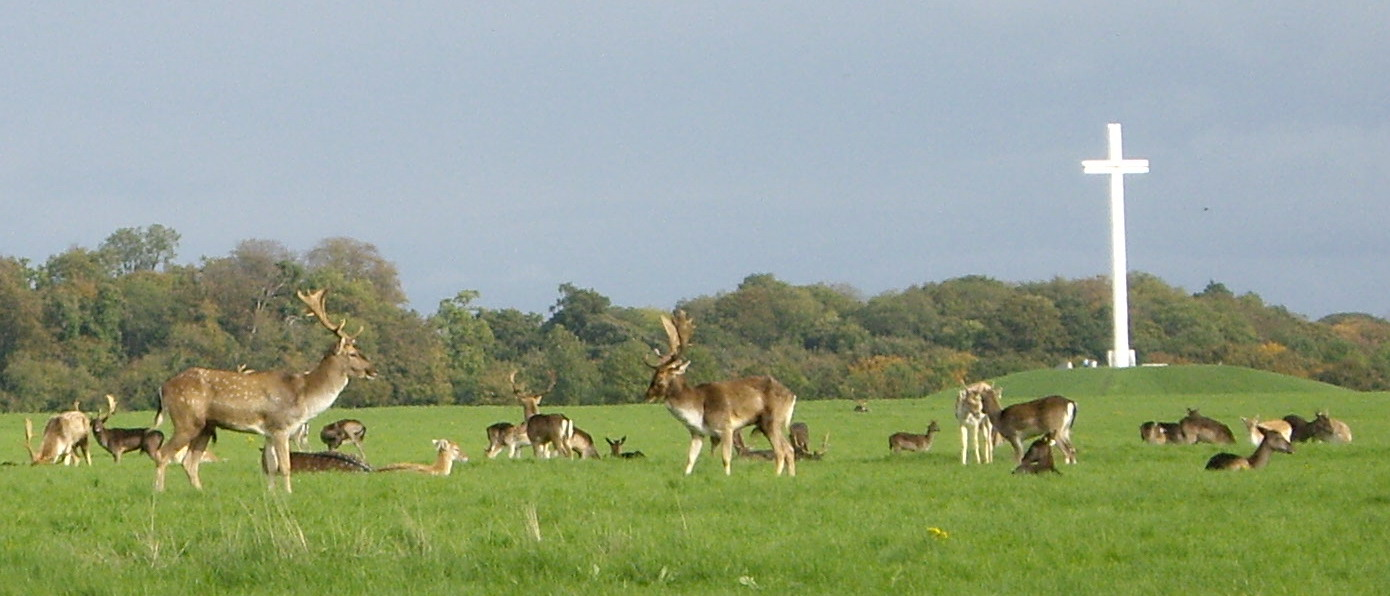
چراگاه آهوها در نزدیکی صلیب پاپ
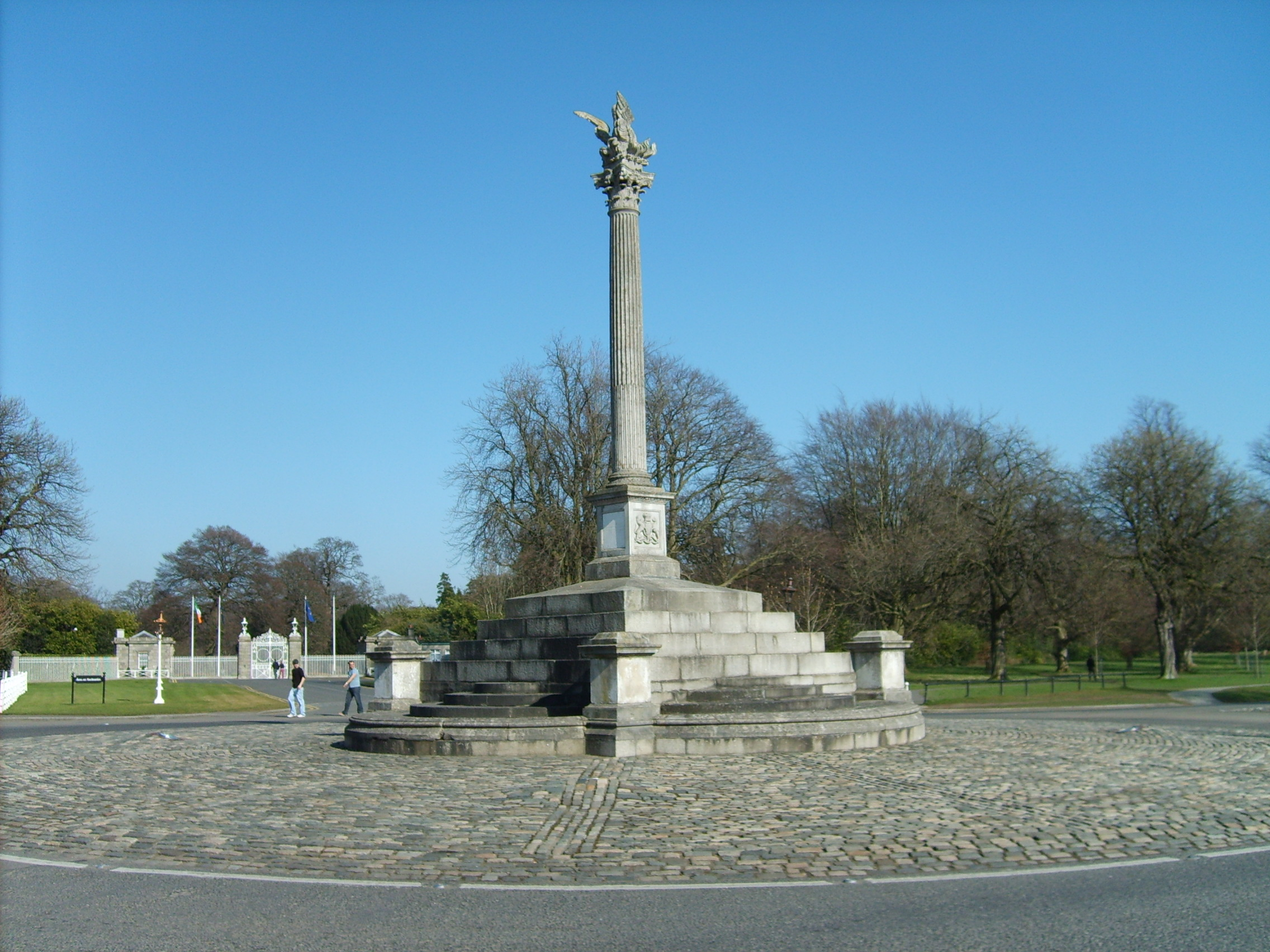
بنای یادبود ققنوس
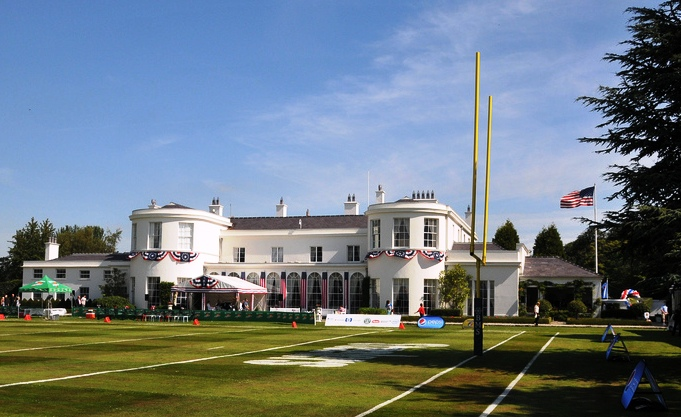
اقامتگاه رسمی سفیر ایالات متحده در ایرلند
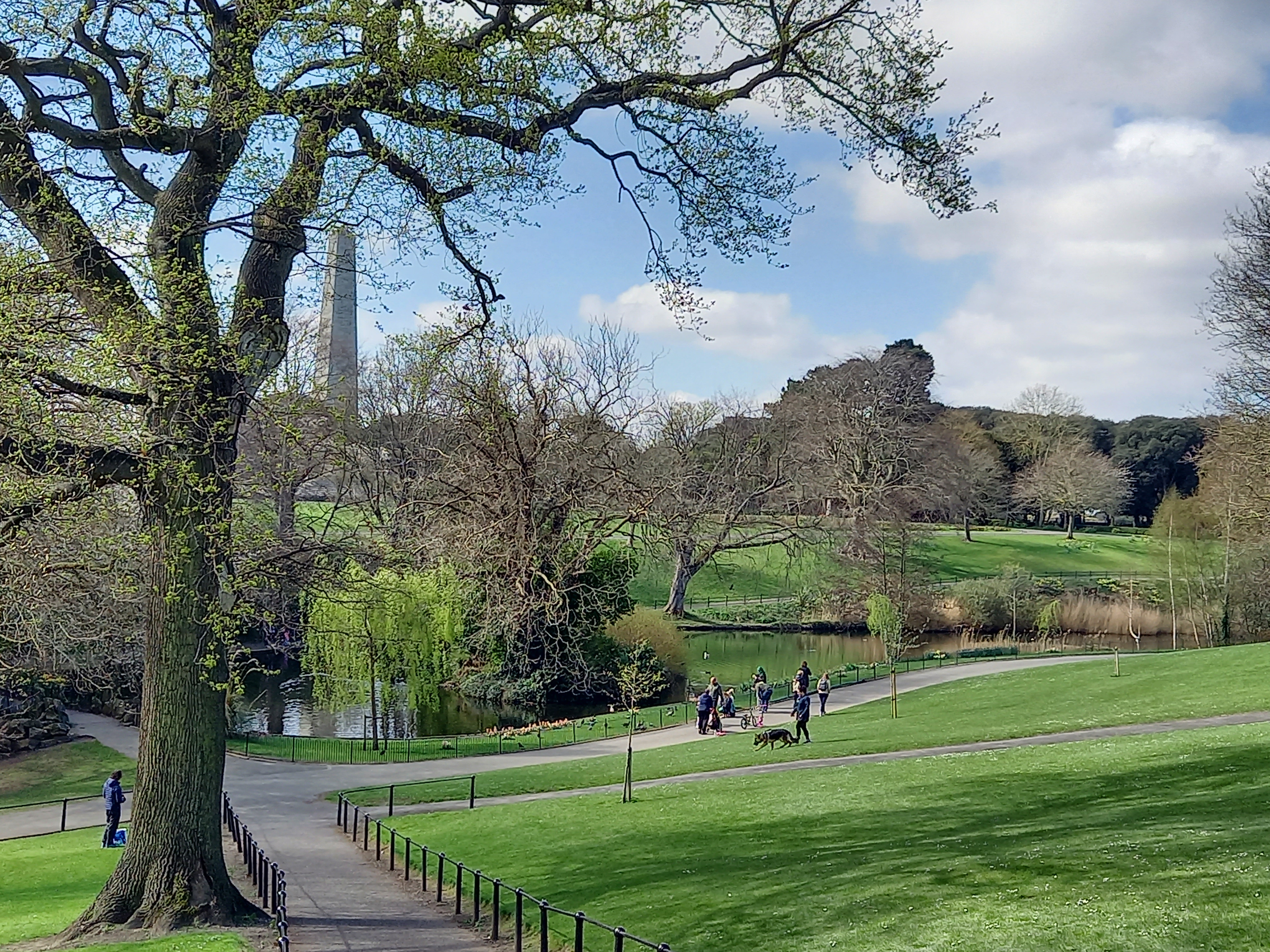
ستون سنگی ولینگتون و حوضچه باغ مردم
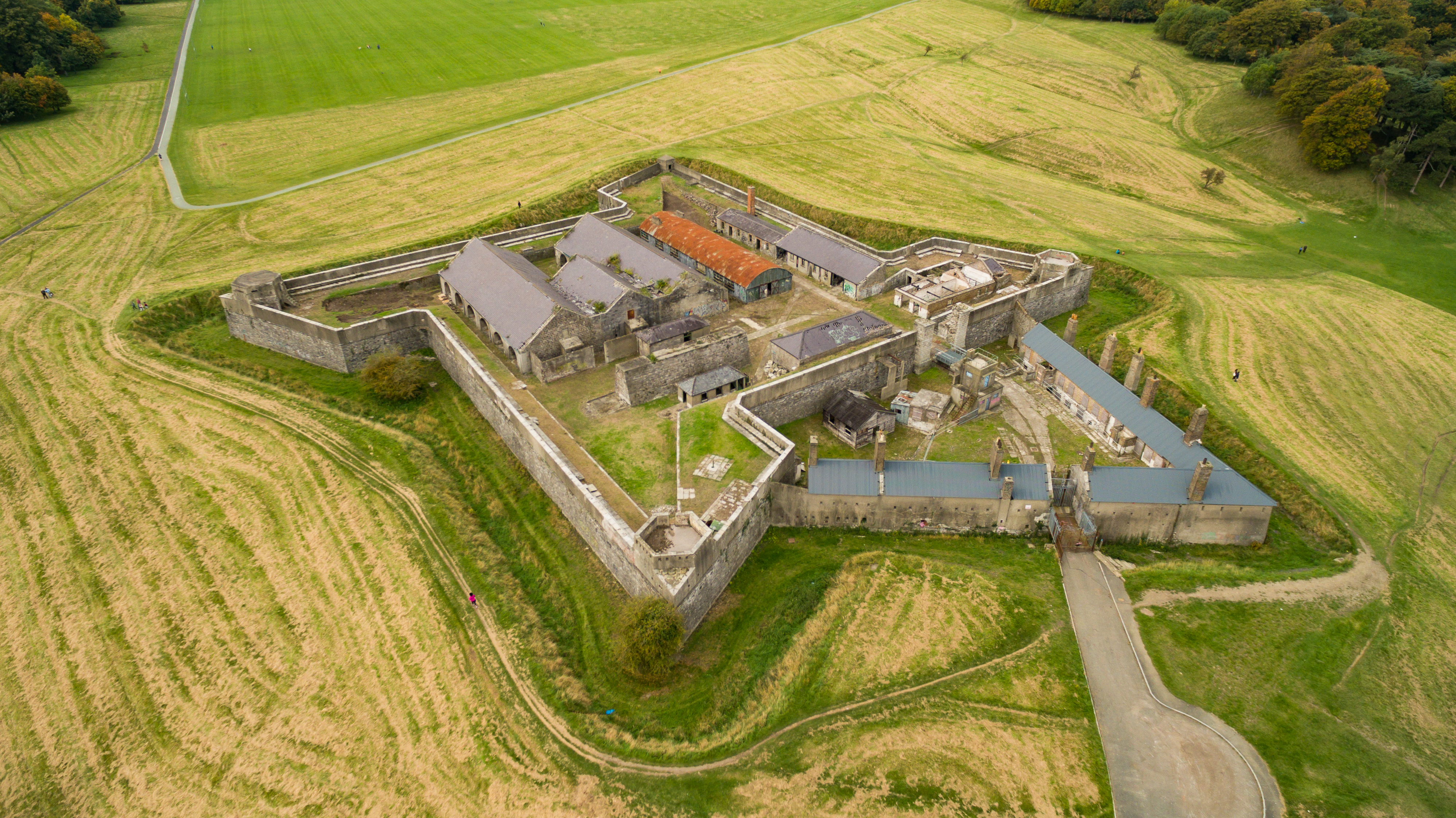
مجله فورت در جنوب شرقی پارک
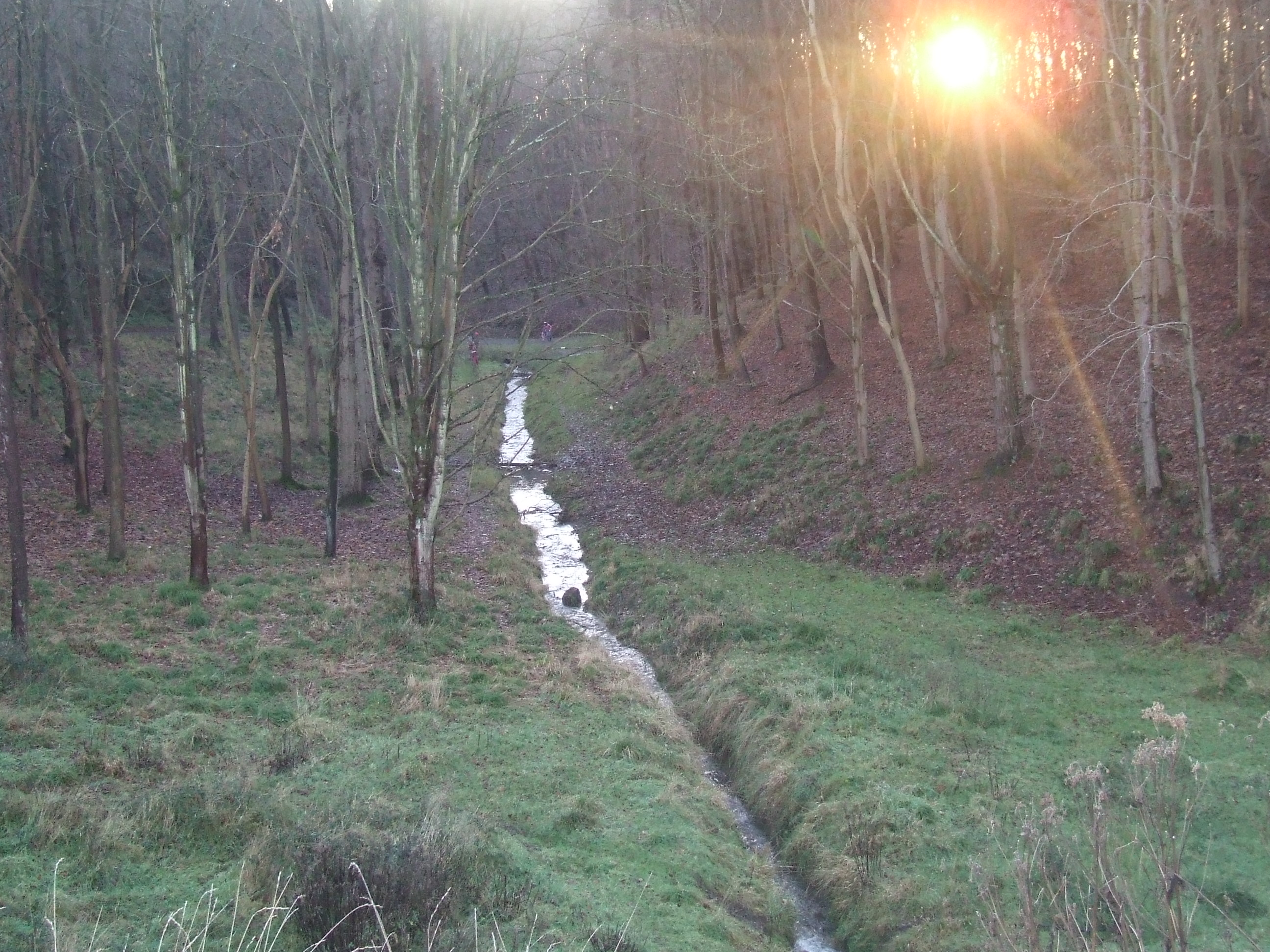
فری گلن، غروب آفتاب، ۳ ژانویه ۲۰۱۵
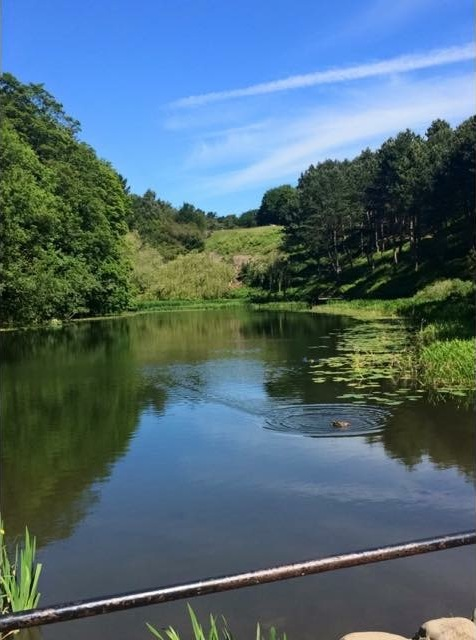
دریاچه ای در پارک فونیکس دوبلین
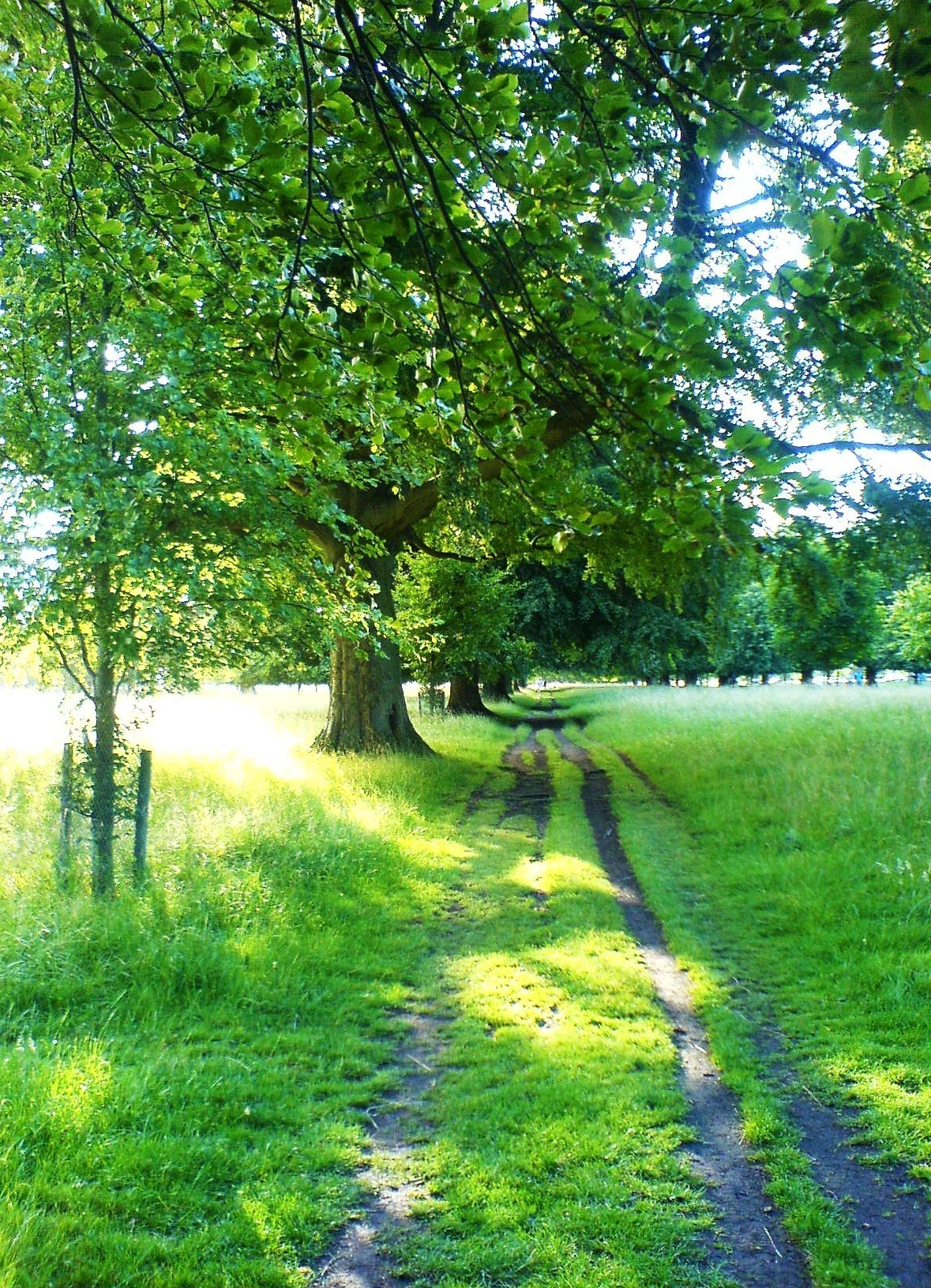
پارک فونیکس در تابستان
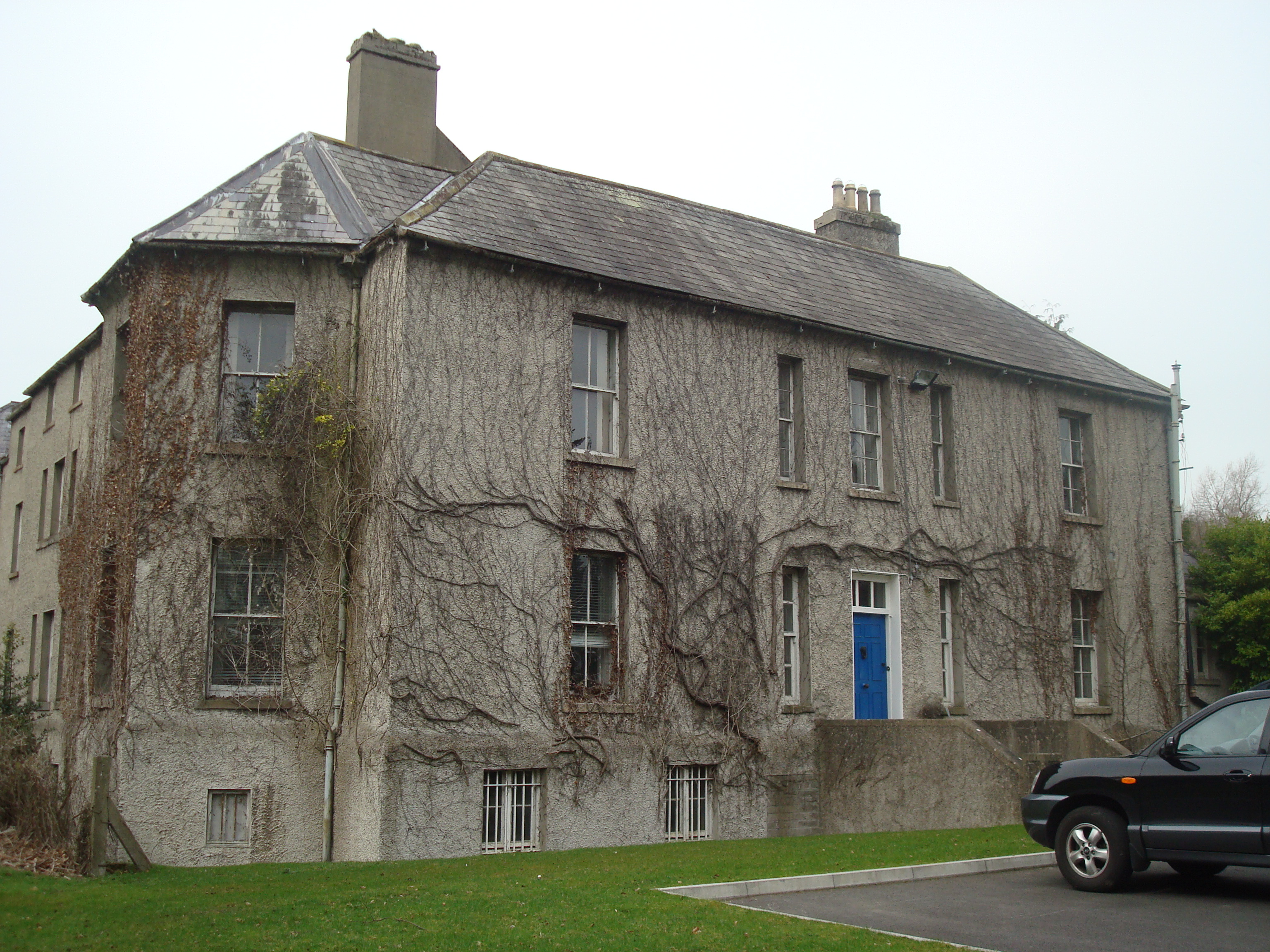
خانه مانتجوی در پارک فونیکس، دوبلین
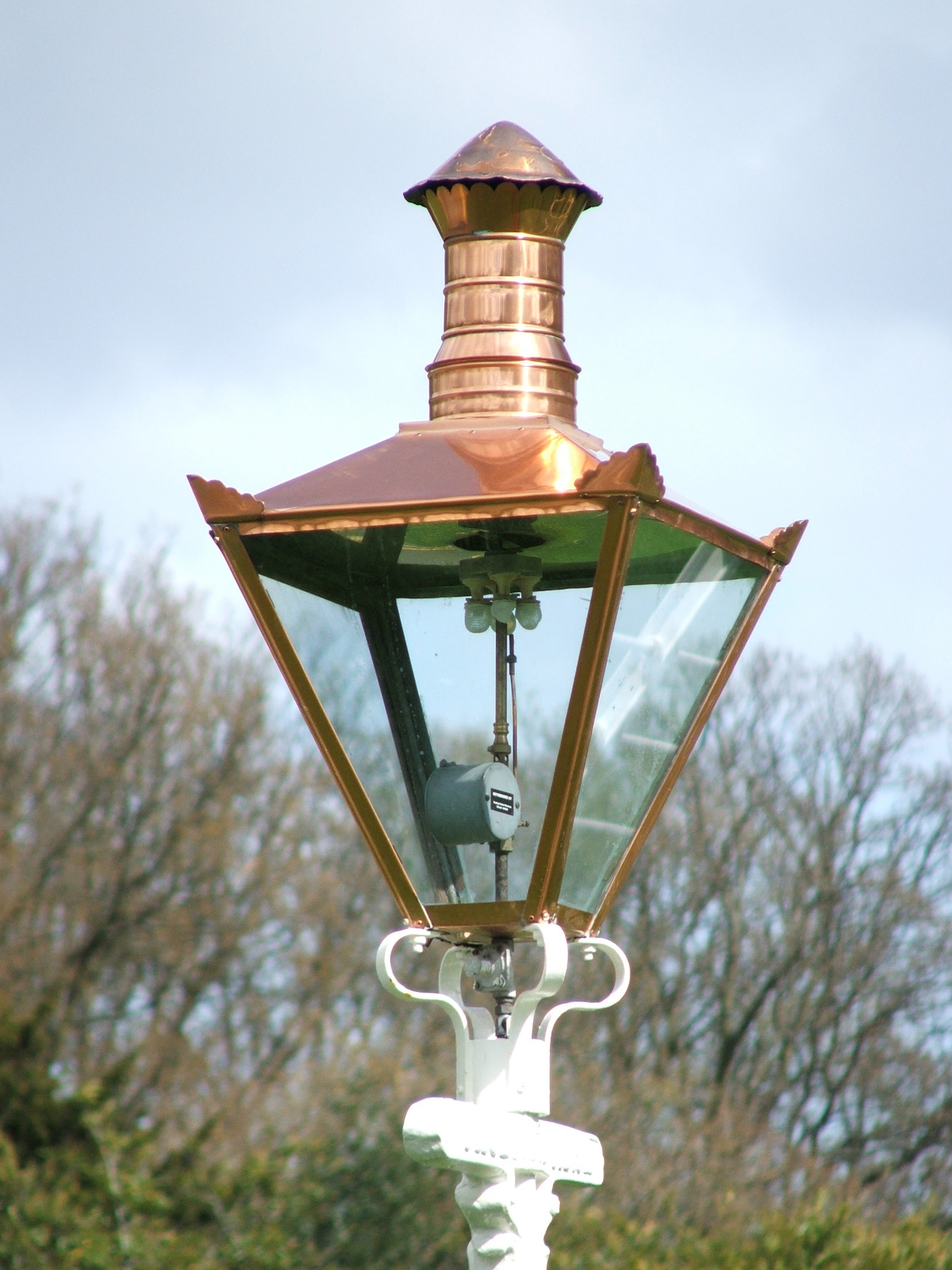
چراغ‌های روشنایی خودکار گازی در خیابان اصلی پارک فونیکس
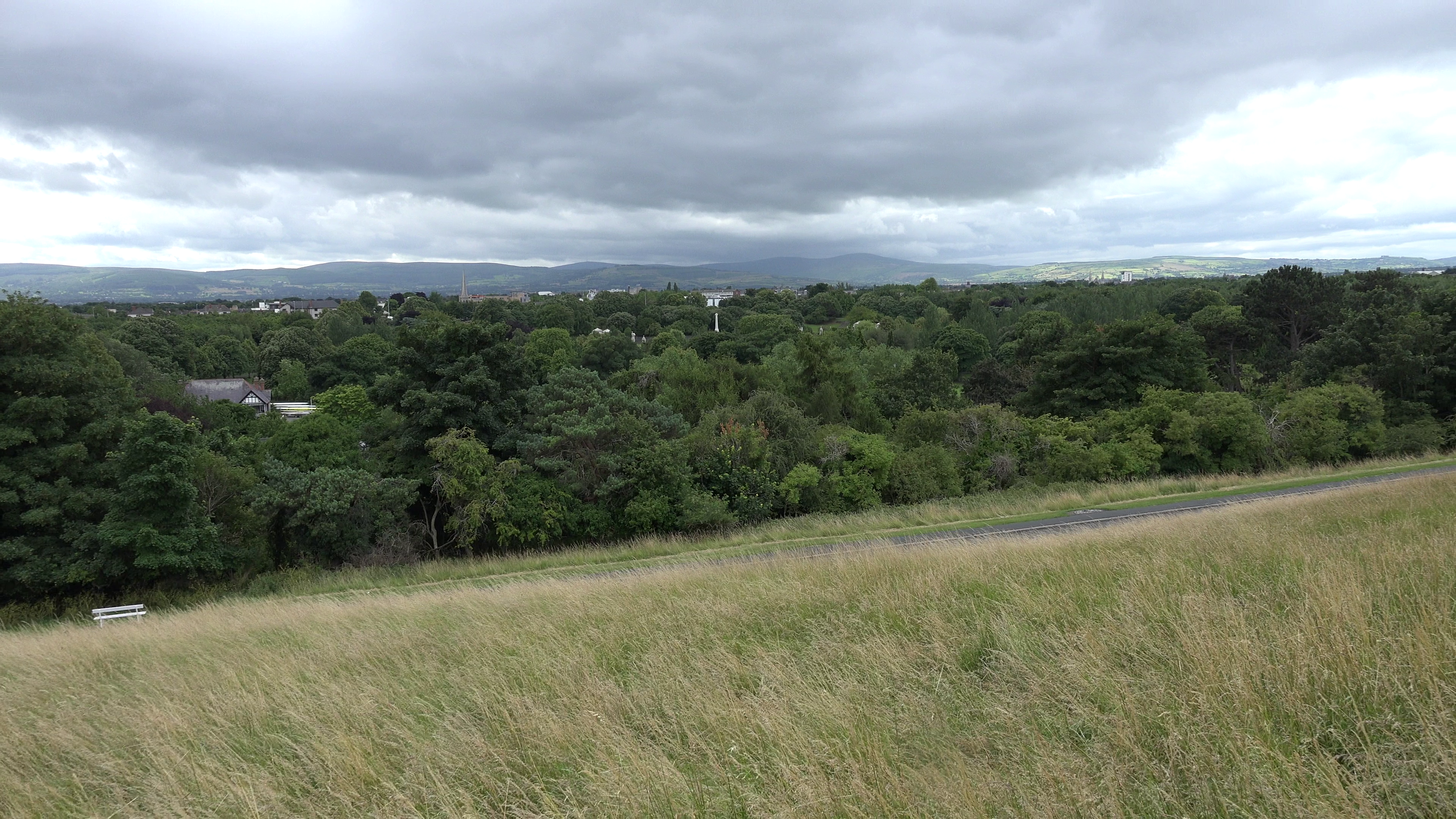
نمایی از پارک فونیکس